# 마키아이올리

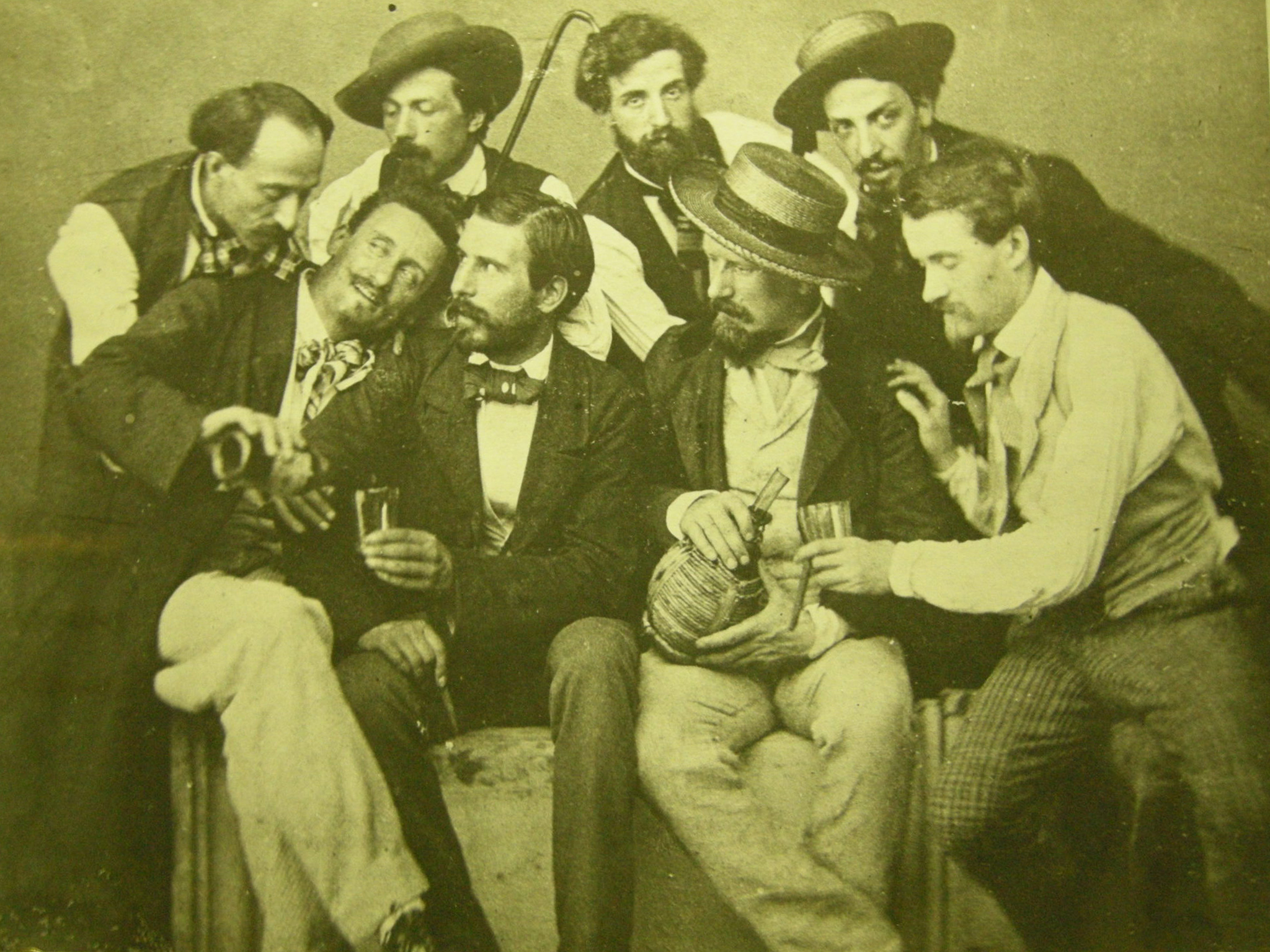
카페 미켈란졸로에 모인 마키아이올리, 1856년경

마키아이올리(이탈리아어: Macchiaioli)는 19세기 후반 이탈리아 토스카나에서 활동한 예술가 집단 및 예술 운동이다. 그들은 이탈리아 미술 아카데미에서 가르친 구식 관습에서 벗어나 자연광, 그늘, 색상을 직접 포착하기 위해 많은 그림을 야외에서 그렸다. 이러한 마키아이올리의 야외 사생 방법은 몇 년 후 두각을 나타낸 프랑스 인상파와 비교되곤 하는데, 마키아이올리는 다소 다른 목적을 추구했다. 마키아이올리의 대표적인 화가로는 주세페 아바티, 크리스티아노 반티, 오도아르도 보라니, 빈센조 카비앙카, 아드리아노 체시오니, 비토 당코나, 조반니 파토리, 라파엘로 세르네시, 실베스트로 레가, 그리고 텔레마코 시뇨리니 등이 있다.

## 개요

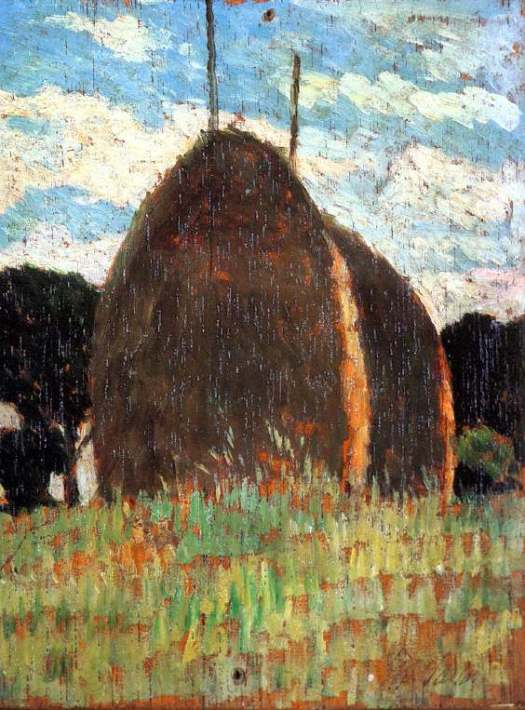
마키아이올리 운동의 선두주자인 조반니 파토리의 《건초 더미》(Hay Stacks)

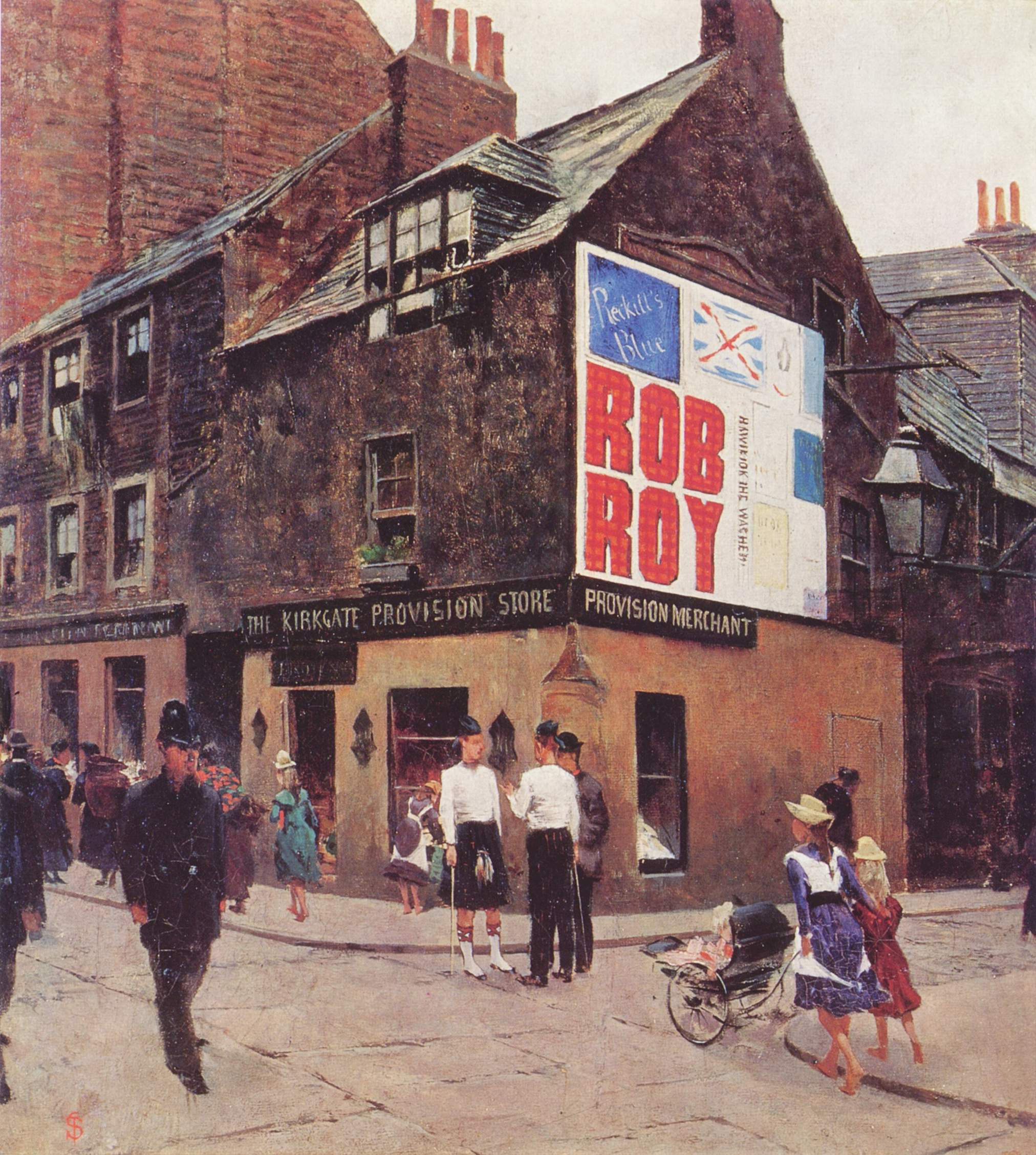
텔레마코 시뇨리니, 《리스》(Leith), 1881년, 갤러리 디 아르테 모데르나, 피티궁, 피렌체

이 운동은 소수의 예술가 집단에서 시작되었는데, 그들 중 다수는 1848년 이탈리아 혁명 중 혁명에 참여했던 사람들이었다. 1850년대 후반, 마키아이올리의 예술가들은 피렌체의 카페 미켈란졸로에서 정기적으로 만나 예술과 정치에 대해 논의했다. 아카데미 미술에 불만을 품은 이러한 이상주의적 젊은 예술가들은 렘브란트, 카라바조, 틴토레토와 같은 옛 거장들의 대담한 색조 구조를 본받아 이탈리아 미술에 활력을 불어넣고자 하는 소망을 공유했다. 또한 그들은 1855년 파리 만국 박람회를 위해 파리를 방문한 후 카페 미켈란졸로에 이러한 영향을 가져온 세라피노 데 티볼리(티볼리의 친구 텔레마코 시뇨리니는 그를 마키아이올리 기법의 아버지라고 불렀다.) 덕분에 바르비종파의 프랑스 동시대 화가들의 그림에서 영감을 얻었다.

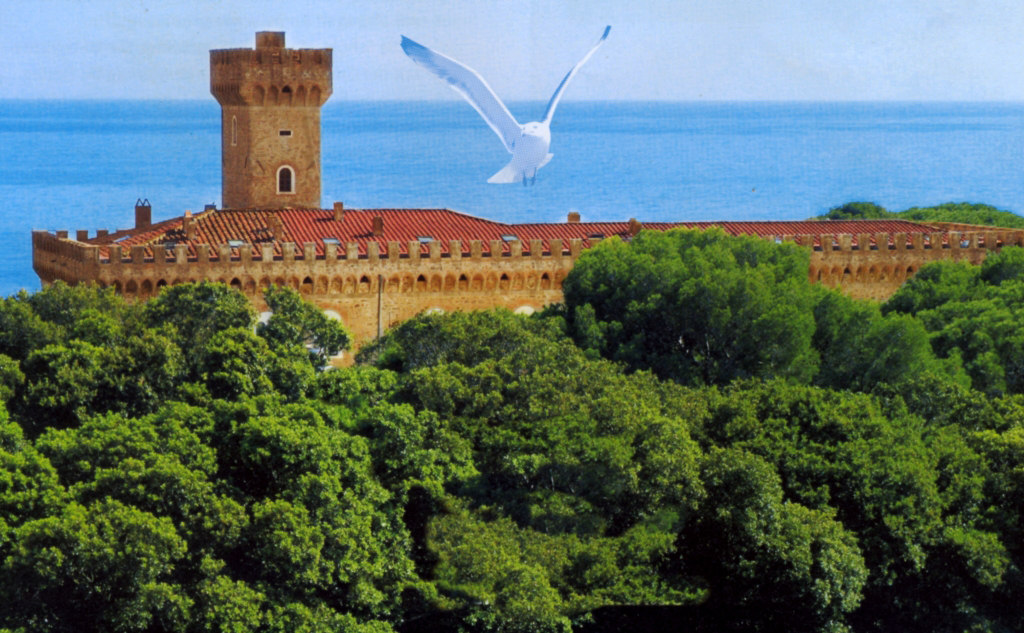
카스틸리온첼로: 마키아이올리 예술 운동은 "카스틸리온첼로 학파"(에트루리아 해안)에 초점을 맞췄다.

마키아이올리 그룹은 빛과 그림자의 영역, 즉 "마키"(macchie, 패치 또는 반점을 의미)가 예술 작품의 주요 구성 요소라고 믿었다. 실제로 그들의 혁명은 주로 서로 다른 색상의 반점(때로는 비교적 큰 경우도 있음)을 나란히 배치하여 빛과 그림자를 대조하는 방식으로 이루어졌다. 이러한 빛의 표현은 그려진 대상을 형상화하는 주요 방법이 되며, 그려진 대상의 세부 묘사는 무의미해지고 종종 무시된다. '마키아'(macchia)라는 단어는 19세기 이탈리아 예술가와 비평가들이 그림이나 회화의 뛰어난 품질을 설명하기 위해 일반적으로 사용했는데, 이는 간결하고 즉흥적인 실행 때문이든, 전반적인 효과의 조화로운 폭 때문이든 상관없이 사용되었다.
이 새로운 운동은 초창기에는 조롱을 받았다. 1862년 11월 3일 《가제타 델 포폴로》 신문에 게재된 마키아이올리에 대한 비판적인 리뷰에 마키아이올리(Macchiaioli)라는 용어가 인쇄물에 처음 등장하게 되었다. 이 용어는 여러 가지 의미를 담고 있었는데, 예술가의 완성된 작품이 스케치에 불과하다고 조롱하는 의미로 쓰이기도 했고, "darsi alla macchia"라는 문구는 관용적으로 덤불이나 관목 지대에 숨으라는 뜻을 상기시켰다. 실제로 예술가들은 이러한 자연 속에서 많은 작품을 그렸다. 이러한 이름의 의미는 마키아이올리의 예술가들을 불법자로 규정했으며, 새로운 예술 화파가 당시 예술적 표현을 정의하는 엄격한 예술 규칙의 범위 밖에서 활동한다는 전통주의자들의 관점이 반영되기도 했다.
마키아이올리 그룹은 본질적으로 빛의 조사와 표현을 기반으로 하는 기법을 통해 회화에 혁명을 일으킨 첫 번째 독립적인 예술가 집단이다. 이러한 이유로 그들은 종종 인상파와 비교되곤 했는데, 인상파의 운동은 마키아이올리보다 약 15년 뒤에 파리에서 시작되었다. 그러나 마키아이올리는 광학적 효과를 추구하는 데 있어서 젊은 프랑스 예술가들만큼 멀리 나아가지 못했다. 예술 역사가 에리히 슈타인그레버(Erich Steingräber)는 마키아이올리는 "팔레트를 색상 스펙트럼의 구성 요소로 나누는 것을 거부했고, 푸른 그림자를 그리지 않았다. 이것이 이들의 그림에는 색채와 윤곽을 가리고 인상파 그림 특유의 '바이브리즘'을 불러일으키는 전면적인 투과광이 부족한 이유이다. 개별 인물의 독립적인 정체성은 손상되지 않았다."고 말했다.

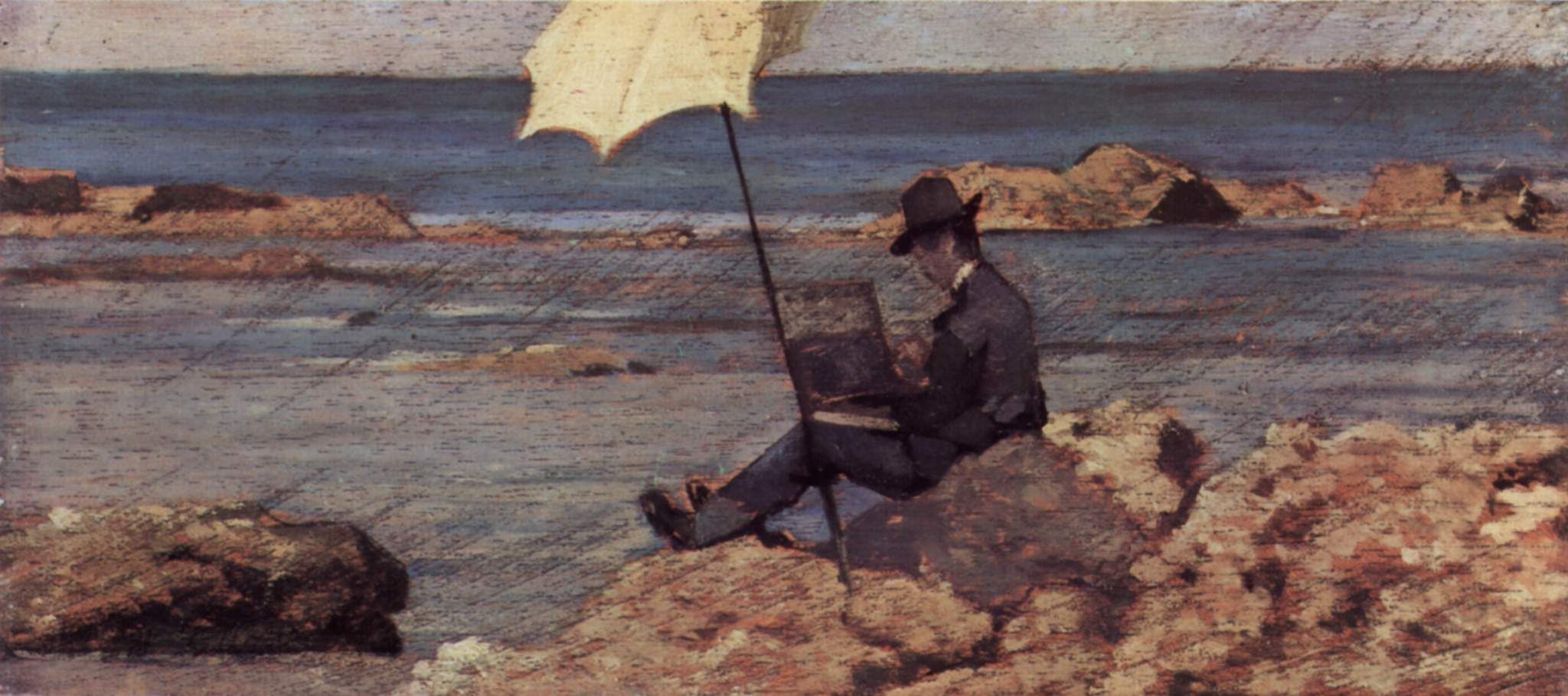
조반니 파토리, Silvestro Lega painting at Riva al Mare, 1866~67년

두 그룹을 비교해 보았을 때, 마키아이올리는 존 고프 랜드가 발명한 휴대용 페인트 튜브의 기술적 발전으로부터 이익을 얻지 못했다는 점이 크다. 반면에 이 휴대용 페인트 튜브는 나중에 프랑스 인상파 화가들에게 실질적으로 보급되었다. 그 결과, 수작업으로 만든 페인트 색상이 마르는 것을 피하기 위해 마키아이올리는 비교적 큰 그림을 전부 야외에서 완성하는 인상파의 관행을 따를 수 없었고, 결국 야외에서는 스튜디오에서 작품을 완성하기 위한 작은 스케치 정도 밖에 할 수 없었다. 사실, 비교적 작은 보드 패널(종종 표준 담배 상자에 딱 맞는 크기)에 그려진 스케치와 "마키아" 기법이 주로 사용된 것은 일종의 마키아이올리의 상징성을 나타낸다.
마키아이올리는 "실패한 인상파"라는 시각에 반대하는 견해도 있는데 이 견해는 마키아이올리는 파리 인상파보다 10년 정도 앞섰으며, 마키아이올리 만의 범주가 있다고 인정한다. 또한 이들은 마키아이올리를 초기 모더니스트로 보고, 이후 10년 이상 동안 빛을 보지 못한 후속 운동의 본질을 포착한 광범위한 회화 이론을 가지고 있다고 본다. 이 관점에서 마키아올리는 주세페 가리발디와 함께 리소르지멘토와 이상향을 위해 싸우는 등 사회 구조와 맥락에 깊이 뿌리박고 있다. 따라서 그들의 작품은 유대인 해방, 감옥과 병원, 전쟁 미망인의 처지와 전선 뒤의 삶을 포함한 여성의 처지 등 다양한 사회 정치적 주제에 대한 논평을 제시한다.
마키아이올리의 예술가 중 많은 수가 빈곤 속에서 죽었고, 19세기 말에 이르러서야 명성을 얻게 되었다. 오늘날 마키아이올리의 작업은 다른 곳보다 이탈리아에서 훨씬 더 잘 알려져 있으며, 대부분의 작품은 공개 기록물이 아닌 개인 컬렉션에 보관되어 있다.
루이지, 플라비오 베르텔리, 안토니노 사르티니와 같은 다른 화가들은 이 운동의 영향을 받았지만 완전히 마키아이올리의 소속은 아니었다.

## 현대
마키아이올리는 2007년 10월 11일부터 2008년 2월 24일까지 로마의 키오스트로 델 브라만테에서 전시회를 열었고, 이 전시회는 2008년 3월 19일부터 6월 22일까지 피렌체의 빌라 바르디니(Villa Bardini)에서 순회 전시되었다. 베니스 Istituto Veneto di Scienze에서 열린 Lettere ed Arti 전시회에서는 2008년 3월 8일부터 7월 27일까지 Capolavori della collezione Mario Taragoni를 선보였다. 마키아이올리의 또 다른 전시회는 2009년 8월 12일부터 2010년 3월 18일까지 몬테카티니테르메의 테르메 타메리치(Terme Tamerici)에서 개최되었다. 파리의 오랑주리 미술관은 2013년 4월 10일부터 7월 22일까지 마키아이올리 전시회를 열었다.